# Riksförbundet för social och mental hälsa
Riksförbundet för Social och Mental Hälsa (RSMH) är en ideell, partipolitiskt obunden samt religiöst neutral organisation i Sverige, som genom opinionsbildning och stödjande verksamhet verkar för dem som hotas av eller har upplevt sociala eller psykiska svårigheter.
Förbundet består av drygt 78 lokalföreningar med ca 5 000 medlemmar. 
RSMH arbetar för att människor med psykisk ohälsa ska ges goda förutsättningar för att leva ett värdigt liv samt få den hjälp och vård de behöver.
Målet med verksamheten är att:
- bryta isolering och ensamhet
- vända passivitet till aktivitet
- stärka självförtroendet och återge initiativförmåga
- ge människor ett meningsfullt liv och en positiv syn på tillvaron.

Organisationen har som syfte att stödja personer med psykiska funktionsnedsättningar på olika sätt:
- att verka för att öka kunskapen om psykiska funktionsnedsättningar och psykisk ohälsa.
- att aktivt arbeta för en högkvalitativ psykiatrisk vård och rehabilitering utifrån individens behov och förutsättningar.

Förbundet arbetar också mycket med sociala aktiviteter för att hjälpa personer med psykiska funktionsnedsättningar att bryta sin isolering och stärka deras självkänsla.
RSMH arbetar aktivt med att försöka påverka psykiatrin och kommunerna i olika frågor som berör människor med psykisk ohälsa. Exempelvis har RSMH vid flera tillfällen riktat kritik mot hur ECT-behandlingar används. 
Grunden för verksamheten är medlemmarnas kunskaper och erfarenheter av den sociala och psykiatriska vården och påfrestningar som finns i samhället. 
Förbundet är anslutet till Funktionsrätt Sverige, en rikstäckande paraplyorganisation för organisationer som jobbar med funktionsnedsättningar, och samordnar, stödjer och stärker föreningarna på kommunal och landstingsnivå.
Förbundet är även med i den rikstäckande organisationen Nationell Samverkan för Psykisk Hälsa, NSPH, som är en samarbetsorganisation för patient-, brukar- och anhörigorganisationer inom det psykiatriska området.

## Källförteckning
1. ↑  RSMH (15 mars 2010). ”Pressmeddelande från Riksförbundet för Social och Mental Hälsa, RSMH” (pdf). Pressmeddelande.  Läst 22 juni 2015. Arkiverad från originalet den 22 juni 2015.
2. ↑  ”Yttrande Psykiatrilagsutredningen” (pdf). RSMH. Arkiverad från originalet den 23 juni 2015. https://web.archive.org/web/20150623002219/http://rsmh.se/Yttrande-Psykiatrilagsutredningen.pdf. Läst 22 juni 2015.
3. ↑  Trevett, Jimmie (7 mars 2013). ”ECT-behandling sker i det fördolda”. http://rsmhbloggen.se/2013/03/07/ect-behandling-sker-i-det-fordolda/. Läst 22 juni 2015.